# 紅葉川 (東京都中央区)
紅葉川（もみじがわ）は、東京都中央区にかつて存在した川（運河）。江戸城外濠（現在の外堀通り）と楓川（現在の首都高速都心環状線）を結ぶ、約500mの川であった。現在の八重洲通りの位置にあり、東京駅前の八重洲中央口交差点から、宝町出入口付近までの区間にあたる。江戸時代初期に築城資材運搬のため開削された運河で、その後は外濠側から逐次埋め立てられ、江戸時代後期に消滅した。

## 歴史

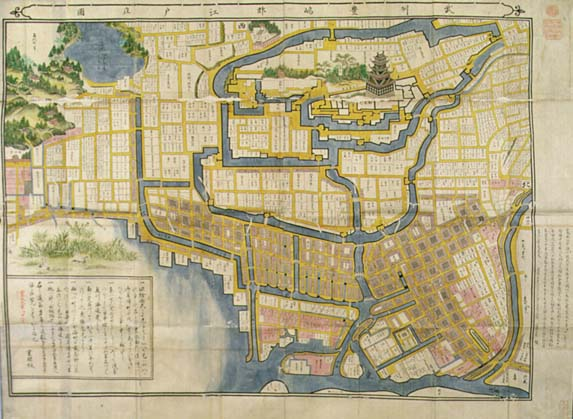
17世紀中期の江戸を描いた寛永江戸図（東が上）。中央下部に紅葉川が描かれている。

慶長末年に行われた江戸の第二次天下普請の際、江戸城建設資材を運搬するために、当時の海岸線（江戸前島東岸）から外濠に向かって「船入堀」と呼ばれる運河が10本建設された。最も南にあたるのが京橋川で、日本橋川と京橋川のほぼ中間にあったのが紅葉川であった。
その後、海岸の沖合（現代の八丁堀などの一帯）が埋め立てられ、海岸と埋立地の間に残された水路が楓川と呼ばれることになる。紅葉川は江戸城外濠（現在の外堀通り）と楓川（現在の首都高速都心環状線）を結ぶ運河となった。紅葉川は現在の八重洲通りの位置にあり、東京駅前の八重洲中央口交差点から、宝町出入口付近（かつて楓川に架かっていた久安橋の名を残す楓川久安橋公園がある）までの区間にあたる。
京橋川と紅葉川以外の8本は、江戸城工事の進捗と市街地造成のために埋め立て・短縮され、元禄3年（1690年）までに消滅した。寛永9年（1632年）に作成されたとされる寛永江戸図（武州豊嶋郡江戸庄図）では、紅葉川は外濠と楓川を結ぶ形で描かれている。
紅葉川という名称の由来ははっきりしないが、江戸時代の地誌類では江戸城の紅葉山と結び付けた説明がされており（中には、水源が紅葉山にあるという荒唐無稽な説明を行っているものもある）、将軍のお膝元という意識を反映したものとされる。
紅葉川周辺には、上槇町・下槇町・南槇町（槇は上質な建築材を意味する）、桧物町、榑正（くれまさ）町、大鋸（おが）町、桶町、材木町など、材木に関連する町名があり、この地域が材木関連の商工業者の集住地であったことを示している。
東海道（通り町筋。現在の中央通り）と交差する地点（現在の日本橋三丁目交差点付近）には中橋が架けられていた。中橋という名称は、日本橋と京橋の中間にあるところから来ている。郷土史家の鈴木理生は、中橋の南側に伝馬役を担う江戸の三伝馬町の一つ・南伝馬町（現在の京橋一〜三丁目）があったことに注意を促し、江戸初期には中橋周辺が水運幹線と陸上交通の交差点であったと指摘する。
紅葉川の西半分にあたる、外濠と中橋の間の区間は、正保年間（1644年-1647年）に埋め立てられて火除地とされ、中橋広小路と呼ばれた。中橋以東に残された水路は「紅葉川入堀」と呼ばれた。安永3年（1774年）、紅葉川入堀の西側20間が埋め立てられ、中橋広小路町が起立した。
天保14年（1843年）に日本橋川筋の大規模な浚渫が行われたが、この際に出た土（揚げ土）の処分地として、紅葉川の最後に残った部分があてられた。埋め立ては3年をかけて行われ、弘化2年（1845年）に紅葉川は消滅した。この埋地は「新肴場」となり、和泉屋三郎兵衛に魚市場の運営を請け負わせ、幕府が営業税を徴収した。

## 名残り
紅葉川の跡は、近代に入ると日本橋区と京橋区の境界となった。
水路が消滅したのちも、紅葉川（もみじがわ）の名は知られ、この地域で広く使われた。
紅葉川と交差していた楓川について「もみじがわ」という読みを行う例があり、「かえでがわ」という読みと混在している。紅葉と楓が縁語であること、「紅葉川」が江戸城紅葉山と結びつく重みのある名であること、本来の紅葉川が重要度を失いつつ消滅する一方で楓川が重要な水路として残ったことが混用の原因という推測は可能である。中央区が管理する旧楓川（首都高速都心環状線）沿いの公園や区営住宅が「かえでがわ」と読まれる一方、中央区教育委員会が設置した看板では「楓川」に「もみじがわ」と振り仮名が振られ、中央区観光検定公式テキストでも「もみじがわ」の読みを採用している。昭和通りと都心環状線の間にある街路（日本橋郵便局裏から久安橋まで）には、2003年に中央区によって「江戸・もみじ通り」の愛称が定められている。
21世紀初頭現在は江戸川区にある東京都立紅葉川高等学校も、日本橋地域の「もみじがわ」（紅葉川、あるいは楓川）に由来する。紅葉川高等学校の起源は、1908年に楓川近くの日本橋坂本町（現在の日本橋兜町二丁目）に設立された楓川専修女学校に求められ、1986年まで本校舎が日本橋地区に所在した。かつては、日本橋区立紅葉川小学校や、中央区立紅葉川中学校（1947年 - 1974年）などの学校もあった。

## 橋
外濠側から以下の橋が架かっていた。橋の名は、地誌によって表現が異なる。
- 中橋 - 通り町筋（東海道）との交差点[3]
- 藍染橋、愛相橋、中ノ橋 - 東中通りとの交差点[3]
- 紅葉橋、鷹橋 - 楓川との合流点[3]